# Rubus pseudopsis
Rubus pseudopsis är en rosväxtart som beskrevs av August Gremli och Wilhelm Olbers Focke.
Rubus pseudopsis ingår i släktet rubusar och familjen rosväxter. Inga underarter finns listade i Catalogue of Life.